# 羅茲索沙
49°20′21″N 26°52′49″E / 49.33917°N 26.88028°E

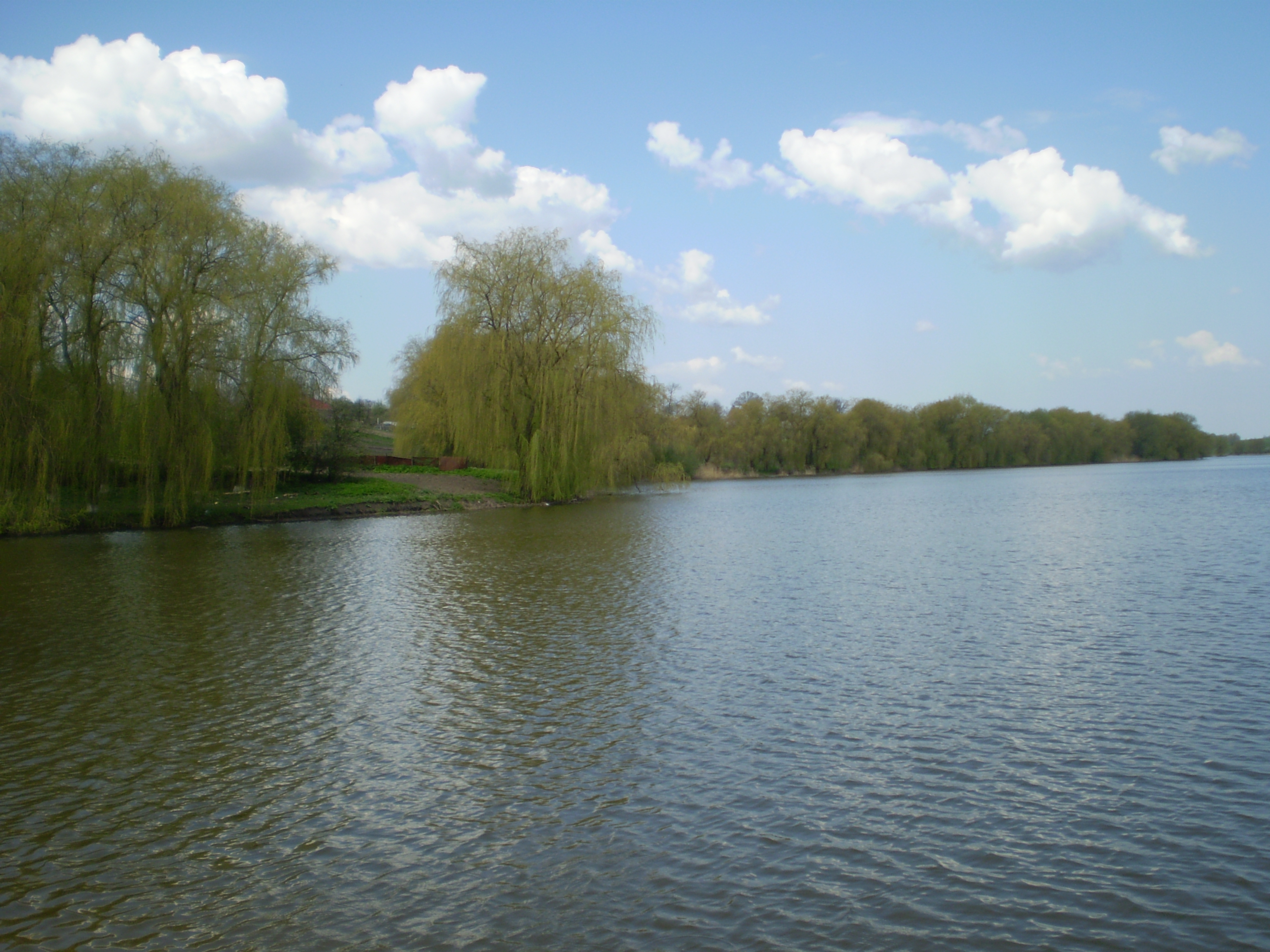

羅茲索沙（烏克蘭語：Розсоша）是位於烏克蘭西部的村莊，由赫梅利尼茨基州裡赫梅利尼茨基區的羅茲索沙市鎮負責管轄，並為該市鎮的行政中心。該村面積1.61平方公里，海拔高度318米，2001年人口1,438，人口密度每平方公里893.2人。